# 坂本和昭 (実業家)
坂本 和昭（さかもと かずあき、1958年1月29日 - ）は、日本の実業家。坂本ビル株式会社および坂本商事株式会社代表取締役社長。北海道出身。
観光カリスマ百選、北海道地域づくりアドバイザー、地域活性化伝道師（内閣府）を歴任。

## 来歴
帯広市生まれ。北海道帯広柏葉高等学校、1980年駒澤大学法学部法律学科卒業。1980年4月、坂本ビル・坂本商事に入社し専務取締役。1992年5月、同社代表取締役社長に就任。
1996年、十勝環境ラボラトリー（TKL）設立し事務局長。2000年、北の起業広場協同組合設立し専務理事。十勝環境ラボラトリー（TKL）専務。2001年7月、北の屋台（帯広市西1条南10丁目７）開業、専務理事。「北の屋台読本」（メタブレーン社刊）を出版。
2002年、十勝環境ラボラトリーが「十勝場所と環境ラボラトリー」と名称変更。2003年、株式会社地遊舎を設立し取締役。
2005年3月、「観光カリスマ百選」（国土交通省・内閣府・農林水産省）に選定される（カリスマ名称「屋台村を核とした観光・地域づくりのカリスマ」）。
2006年、北海道地域づくりアドバイザー、北海道総合開発委員会参与（北海道）。
2006年7月、坂本ビル4階に「シニア ケア ショップ パーム」を開業。
2006年12月十勝場所と環境ラボラトリー解散。2007年3月北の起業広場協同組合専務理事退任。
2007年、地域活性化伝道師（内閣府）。

## 手品師として
小学6年生時にいとこから教えてもらった四つ玉の手品をきっかけに学生時代から手品に傾倒し資料収集も行い、その後大学時代にプロマジシャンのジミー忍に師事し、玄人はだしの域でマジックを趣味としており、手品教室の講師も行っている。
2007年には自社ビル「坂本ビル」内にマジック専門の図書館を設置し、これを発展させる形で日本唯一のマジック専門博物館「マジック・ミュージアム」を開設。1994年に病気療養中のジミーを帯広の自宅へ招待した際に坂本の蔵書とジミーのマジック道具を用いた博物館の設立をジミーから提案され、翌年のジミーの没後にはマジック用具を引き継ぎ屋台村事業から手を引いた2007年頃から分類を始め、「ワン・ツー・スリー」の掛け声に因んだ2015年12月3日に内覧会を実施しプレオープンとし、2016年から一般公開を開始、2017年に1階をイリュージョン用具の展示スペース・3階を資料展示スペースとして用い本開業とした。以降2018年には平岩白風の創作マジック道具の寄贈も行われるなど拡充が図られたが、新型コロナウイルスに伴う入居テナント撤退によりビルを売却する方針となったため2022年11月1日で閉館し、展示品のマジック関連グッズ約4万5千点は加森観光（札幌）に無償で譲渡され、ルスツリゾート内にて2024年7月から展示される事となった。

## 受賞
- 2002年
  - 北のまちづくり賞（北海道知事賞）
  - 北海道新聞社北のみらい奨励賞
- 2004年
  - 日本都市計画家協会賞・大賞
  - あしたの日本を創る協会ふるさとづくり賞（内閣総理大臣賞）
- 2006年 ホクレン夢大賞（農業応援部門大賞）[16]
- 2015年 日本奇術協会 功労賞[11]

## 著書
- 「北の屋台読本」わくわく地域再発見ネットワーク 2001.7
- 「北の屋台繁盛記―北海道十勝の元気プロジェクト」プロット 2005.7[17]
- 「人間万事塞翁が馬 : 観光カリスマ坂本和昭エッセー＆コラム集」クナウマガジン 2015.4